# Canal de Santa Bárbara
El canal de Santa Bárbara (del inglés: Santa Barbara Channel) es un estrecho marino localizado frente a las costas de California, la parte del océano Pacífico que separa la parte continental de las islas septentrionales del archipiélago del Norte o islas del Canal. Está en su mayor parte al sur de la ciudad de Santa Bárbara, y al oeste de la ciudad de Ventura.
Está orientada este-oeste y tiene aproximadamente 130 km de largo y un promedio de 45 km de ancho, estrechándose en su extremo oriental, donde la isla Anacapa está a unos 20 km de la parte continental. Durante la última edad de hielo, las cuatro islas norteñas del grupo de islas del Canal, incluyendo la isla de Santa Rosa, estaban unidas en Santa Rosae, una única isla que estaba a sólo 8 km de la costa.
El canal de Santa Bárbara es considerado un lugar pintoresco, siendo las islas visibles desde el continente en días claros.
Barcos de recreo cruzan el canal, llevando a los visitantes para ver ballenas y visitar las islas. En dirección perpendicular (este-oeste), enormes cargueros y petroleros ocupan una importante línea de transporte en su camino hacia, o desde, los puertos de Los Ángeles y Long Beach.
En el canal se localizan numerosos campos petroliferos, contando algunos con importantes reservas, como los campos de Ellwood, Summerland, Carpinteria offshore y Dos Cuadras. En 1969, el Dos Cuadras fue el punto de origen de un importante derrame de petróleo,> que se produjo cuando el petróleo brotó a alta presión a través de fallas y grietas alrededor de una zona que recientemente había sido perforada por vez primera. La indignación ciudadana por los enormes daños ambientales causados por este derrame, que compredió cientos de kilómetros cuadrados del canal y que ensució las playas desde Ventura a Goleta, fue un estímulo importante para el entonces naciente movimiento ecologista. Algunas prospecciones petroliferas y actividades de producción siguen en la zona, a pesar de la fuerte oposición de las organizaciones locales, como Get Oil Out (GOO, radicada en Santa Bárbara).
El 29 de septiembre de 2007 Kaustubh Vemuri, natural de Pune, en India, fue la persona más joven en cruzar a nado el canal de Santa Bárbara. Nadó una distancia de 20 km desde la isla de Anacapa hasta Oxnard en 7 horas y 23 minutos. El 26 de septiembre de 2012, el panameño César Barría se convirtió, con una pierna amputada, en la primera persona discapacitada en cruzar el canal a nado, en 7 horas y 45 minutos.
El canal de Santa Bárbara contiene las mayores filtraciones naturales de petróleo del mundo (campo filtrante Coal Oil Point).

## Prehistoria
Antes del Holoceno el nivel del mar era considerablemente menor, de tal manera que la distancia al continente era mucho menor. Este efecto tuvo un efecto significativo sobre la colonización biológica, así como el transporte humano vía canoas de tablas. Como ejemplo, el pueblo nativo americano de los chumash navegó en estas aguas con facilidad usando sus primitivas embarcaciones, lo que permitió la comunicación y el comercio entre las islas y los pueblos del continente. En cuanto a la colonización biológica, C. Michael Hogan revisó alguna de las teorías de la colonización de la especie rara Torrey Pine (Pinus torreyana) a las islas, sugiriendo que sería probable que los pueblos chumash hubieran llevado las piñas iniciales en sus canoas. La especie endémica más famosa, aunque ahora extinta, fue el mamut pigmeo, que es a menudo citada como un caso de estudio en el enanismo insular.

## Otros significados
El Canal Santa Bárbara (Santa Barbara Channel) es también el nombre de una televisión local.